# Kamil Kosowski (Eishockeyspieler)
Kamil Kosowski (* 17. Februar 1987 in Jastrzębie-Zdrój) ist ein ehemaliger polnischer Eishockeytorhüter, der zuletzt bis 2018 beim GKS Katowice in der Polska Hokej Liga unter Vertrag stand.

## Karriere

### Club
Kamil Kosowski begann seine Karriere in der Jugendabteilung des JKH GKS Jastrzębie aus seiner Geburtsstadt Jastrzębie-Zdrój. 2004 wurde er in die Nachwuchsakademie des polnischen Eishockeyverbandes Szkoła Mistrzostwa Sportowego aufgenommen, für die er in der zweitklassigen I liga bis 2006 spielte. Anschließend wechselte er zum JKH GKS Jastrzębie zurück, der damals ebenfalls in der I liga spielte. Mit seinem Stammverein stieg der Torhüter in die Ekstraliga, in der er bis 2013 auf dem Eis stand, auf. Mit seiner Mannschaft konnte er 2013 durch einen 4:2-Endspielsieg gegen den KH Sanok den polnischen Eishockeypokal gewinnen. Es war der erste nationale Titel für die Oberschlesier. Im selben Jahr erzielte die Mannschaft mit Platz zwei in der Hauptrunde ihre beste Platzierung in der Ekstraliga, verlor dann aber das Play-off-Finale nach drei Siegen und vier Niederlagen gegen den neuen Meister KS Cracovia, der in der Hauptrunde nur Vierter geworden war. Nach diesen Erfolgen wechselte Kosowski 2013 zum HK Arlan Kökschetau nach Kasachstan. Bereits nach acht Spielen verließ er die Kasachen jedoch wieder und schloss sich im Januar 2014 den Cardiff Devils aus der Elite Ice Hockey League, der höchsten britischen Spielklasse, an. Im Sommer 2014 wechselte er zum MsHK Žilina in die slowakische Extraliga. Aber auch dort hielt es ihn nicht lange, denn bereits im Dezember zog es ihn in sein Heimatland Polen zurück, wo er knapp drei Jahre beim GKS Tychy, mit dem er 2015 polnischer Meister und 2017  Pokalsieger wurde, im Kasten stand. 2017 wechselte er zum Ligarivalen GKS Katowice, wo er nach dem Gewinn der Vizemeisterschaft seine Karriere beendete.

### International
Für Polen nahm Kosowski im Juniorenbereich jeweils an der Division I der U18-Junioren-Weltmeisterschaften 2004 und 2005 sowie der U20-Junioren-Weltmeisterschaft 2006 teil.
Sein Debüt in der Herren-Nationalmannschaft gab er bei den Spielen der Division I der Weltmeisterschaft 2010. In den Folgejahren vertrat Kosowski seine Farben bei den Division-I-Turnieren der Weltmeisterschaften 2012, 2013 und 2014. Bei der WM 2013 war er mit einer Fangquote von 96,97 % der erfolgreichste Torwart, zudem wies er auch die geringste Gegentorrate pro Spiel auf. Zudem spielte Kosowski für Polen im November 2012 bei der Olympiaqualifikation für die Spiele in Sotschi 2014. Auch an den Qualifikationsturnieren für die Olympischen Winterspiele in Pyeongchang 2018 nahm er teil.

## Erfolge
- 2008 Aufstieg in die Ekstraliga mit dem JKH GKS Jastrzębie
- 2013 Beste Fangquote und geringste Gegentorrate bei der Weltmeisterschaft, Division I, Gruppe B
- 2013 Polnischer Pokalsieger mit dem JKH GKS Jastrzębie
- 2014 Aufstieg in die Division I, Gruppe A, bei der Weltmeisterschaft der Division I, Gruppe B
- 2015 Polnischer Meister mit dem GKS Tychy
- 2017 Polnischer Pokalsieger mit dem GKS Tychy